# Garaeus
Garaeus is een geslacht van vlinders van de familie spanners (Geometridae), uit de onderfamilie Ennominae.

## Soorten
- G. absona Swinhoe, 1889
- G. acuminaria Leech, 1897
- G. albipunctatus Hampson, 1895
- G. altapicata Holloway, 1977
- G. apicata Moore, 1867
- G. argillacea Butler, 1889
- G. colorata Warren, 1893
- G. cruentatus Butler, 1886
- G. chamaeleon Wehrli, 1936
- G. flavipicta Hampson, 1912
- G. formosanus Bastelberger, 1911
- G. fulvata Warren, 1898
- G. karykina Wehrli, 1924
- G. kiushiuana Hori, 1926
- G. lateritiaria Poujade, 1895
- G. luteus Wileman, 1910
- G. mirandus Butler, 1881
- G. muscorarius Hampson, 1897
- G. niveivertex Wehrli, 1936
- G. opacarius Joannis, 1929
- G. papuensis Warren, 1906
- G. phthinophylla Prout, 1928
- G. punctigerus Wehrli, 1926
- G. signata Butler, 1896
- G. specularis Moore, 1867
- G. subsparsus Wehrli, 1937
- G. ulucens Holloway, 1977
- G. ustapex Wehrli, 1936
- G. virilis Prout, 1915